# علي منجلي
العقيد على منجلي جندي وسياسي جزائري، ولد في 7 ديسمبر 1922، في منطقة عزابة (ولاية سكيكدة)، وتوفي في نفس المنطقة في 14 نيسان/أبريل 1998.
عضو في حركة انتصار الحريات الديمقراطية.

## مولـده ونشأتـه
ولد العقيد علي منجلي بن أحمد وناصري زغدة، بعزابة وتابع بها تعليمه الابتدائي.

### نضالـه الثـوري
```
انخرط في صفوف 
حزب الشعب
 الجزائري وهو في ريعان الشباب، ثم واصل نضاله في صفوف 
حركة الإنتصار للحريات الديمقراطية
 حيث أصبح مسؤول الحزب في قسمة عزابة ومرشحه للإنتخابات المحلية حيث فاز ليصبح عضوا بالمجلس البلدي سنة 1947.
```

واصل نضاله كمسؤول بارز في الناحية إلى انقسام الحزب، فلتزم الحياد ثم آثر التوجه الثوري على غرار ديدوش مراد وزيغود يوسف، كما ساهم في التحضير لثورة أول نوفمبر والتحق بصفوفها سنة 1954، وبعد مؤتمر الصومام أصبح
عضوا بالولاية الثانية، عين أول قائد لأول كتيبة لجيش التحرير الوطني بالولاية التاريخية الثانية، قاد أكبر معركة في الولاية التاريخية الثانية بعد هجومات 20 أوت 1955 وهي معركة عين القصب بمليلة سنة 1957، وفي سنة 1958 إلتحق بتونس وتدرج هناك في المسؤوليات إلى أن أصبح عضوا في قيادة الأركان العامة لجيش التحرير الوطني نهاية سنة 1959 كما عين عضوا بالمجلس الوطني للثورة الجزائرية، وبعد الاستقلال أصبح المجاهد علي منجلي
عضوا في المجلس التأسيسي، ليصبح في سنة 1965 عضوا في مجلس الثورة إلى غاية سنة 1967 حيث اختار لنفسه حياة الهدوء نتيجة لمعاناته من المرض الذي أثر عليه لكنه لم يستسلم وواصل نضاله حيث ركز جهوده في مدينة عزابة على بناء مسجد وجامعة إسلامية.

### الخدمة العسكرية
- 1958 : عضوا في القيادة العامة لقوات جيش التحرير الوطني الجزائري
- 1959 : المجلس الوطني للثورة الجزائرية
- عضو في المحكمة العسكرية
- 1960 مساعد رئيس الأركان

## حياته السياسية
- 1962 : عضو ونائب رئيس المؤتمر الشعبي الوطني الأول
- 1965 : عضو في مجلس الثورة

استقال في عام 1967، قبل محاولة انقلاب طاهر زبيري ومجموعة وجدة على هواري بومدين.

## وفاته
قضى العقيد علي منجلي حياته كلها مناضلا، وعرف بحنكته السياسية ومواقفه النضالية الواضحة إلى أن وافاه الأجل يوم 14 أفريل 1998.